# 阿拉達 (大西洋省)
6°39′N 2°09′E / 6.650°N 2.150°E

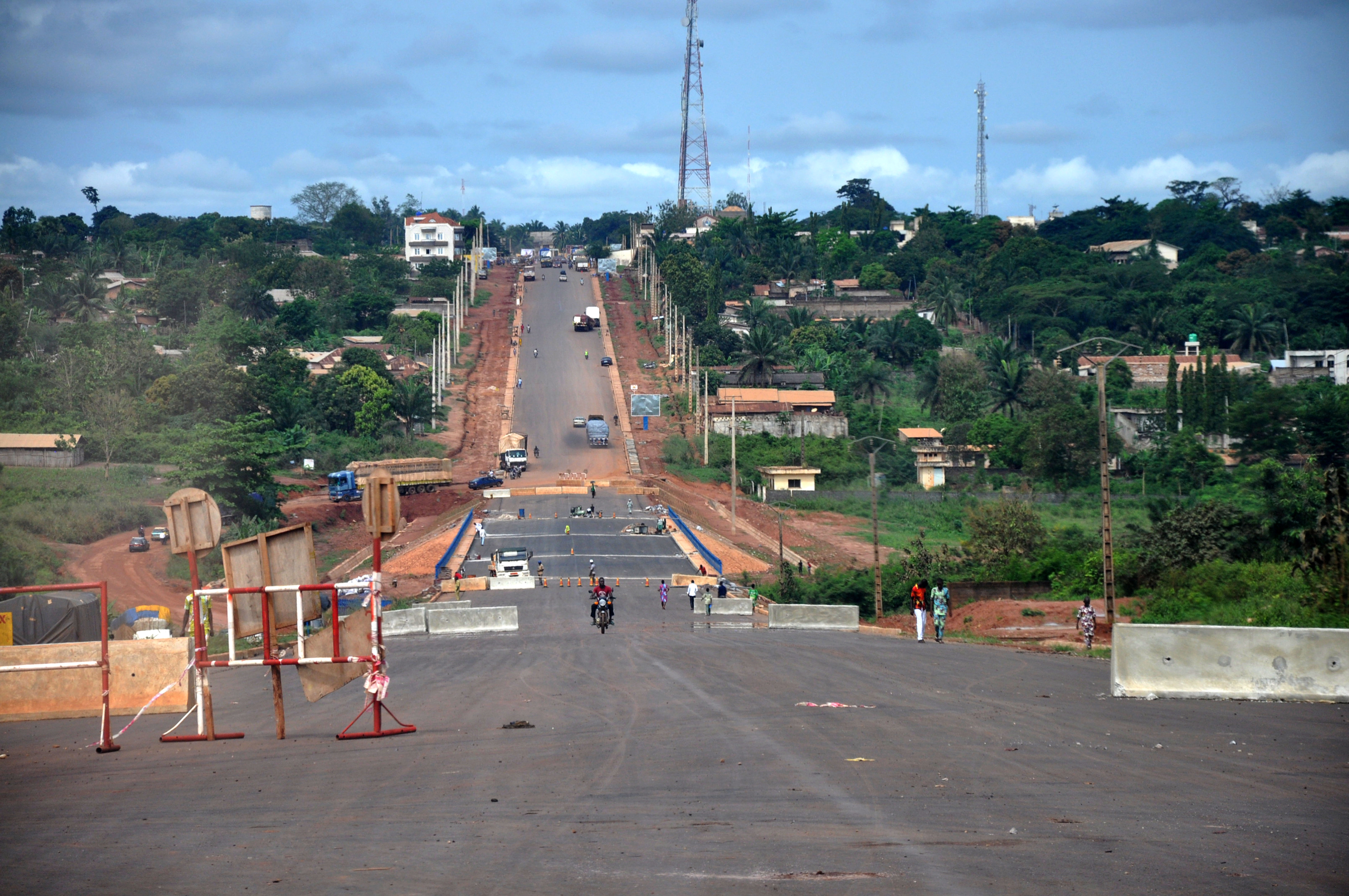
阿拉達

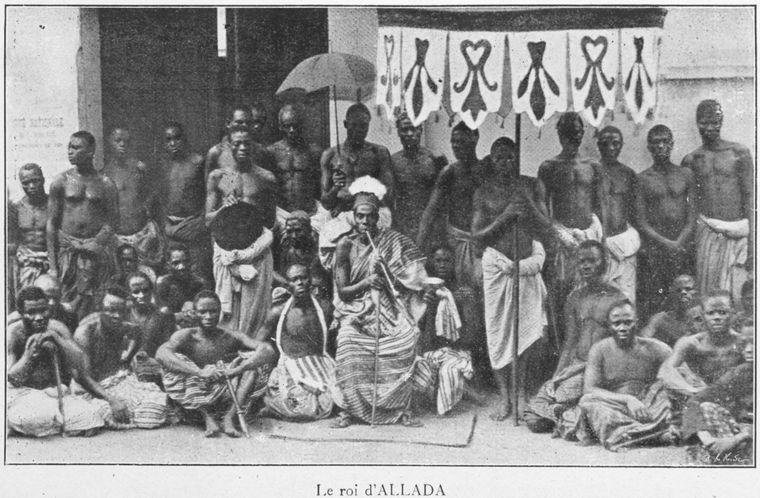
阿拉達的酋長，照片攝於1900年

阿拉達（法語：Allada），是貝寧的城鎮，位於該國南部，由大西洋省負責管轄，面積381平方公里，海拔高度77米，2002年該城鎮人口91,778，人口密度每平方公里241人。